# Heterometrus liangi
Heterometrus liangi ist ein vietnamesischer Skorpion der Familie Scorpionidae. Die Art wurde nach Exemplaren aus dem chinesischen Zoofachhandel beschrieben.

## Beschreibung
Heterometrus liangi ist mit 82 bis 98 Millimetern Länge ein eher kleiner Vertreter der Gattung Heterometrus. Der gesamte Körper hat eine rötlich schwarze Grundfarbe. Das Kammorgan ist von gelblicher Farbe und hat bei männlichen Tieren 16 bis 18 Zähne, bei weiblichen 15 bis 16. Das Sternum ist fünfeckig und länger als breit. Das Telson ist schwarz bis rötlich braun, von länglicher Form und behaart. Der Giftstachel ist kürzer als die Giftblase, an der Basis rötlich braun und an der Spitze schwarz.
Heterometrus liangi ähnelt insbesondere in der Form der Chelae der Art Heterometrus laoticus, die jedoch größer wird und dorsal glatte Oberflächen von Chelae, Carapax und Mesosoma aufweist. Heterometrus liangi hat hier eine körnige Oberfläche mit ausgeprägten Granulen. Von dem ebenfalls sehr ähnlichen Heterometrus petersii unterscheidet sich Heterometrus liangi dadurch, dass bei männlichen und weiblichen Tieren der bewegliche Finger der Scheren gleich geformt ist. Bei den Männchen von Heterometrus petersii hat der bewegliche Finger an der Greiffläche in der Mitte einen ausgeprägten Zahn, der bei den weiblichen Skorpionen dieser Art fehlt. Darüber hinaus ist die Farbe von Heterometrus liangi ein rötliches Schwarz, während Heterometrus petersii eine grünlich-schwarze Farbe aufweist.

## Verbreitung
Die Terra typica von Heterometrus liangi befindet sich im Süden Vietnams, in der Provinz Tây Ninh. In einer jüngeren Veröffentlichung zur Skorpionfauna Vietnams wurde der Typenfundort ohne weitere Erläuterung genauer mit dem Distrikt Tân Biên angegeben (11° 36′ 0″ N, 105° 54′ 0″ O).

## Systematik

### Erstbeschreibung
Die Erstbeschreibung erfolgte durch die chinesischen Arachnologen Ming-Sheng Zhu und Xiao-Feng Yang im Jahr 2007 anlässlich einer Untersuchung von Skorpionen aus dem chinesischen Zoofachhandel. Das Interesse der Forscher war dadurch geweckt worden, dass am Beginn des 21. Jahrhunderts große dunkle Skorpione unter Trivialnamen in chinesischen Zoohandlungen und unter verschiedenen wissenschaftlichen Artnamen im Internet als Heimtiere angeboten wurden. Als deren Herkunft wurde regelmäßig Südchina angegeben. Ming-Sheng Zhu kaufte im Mai 2006 von Yi-Ming Liang, einem Importeur von Skorpionen aus Nanning im Autonomen Gebiet Guangxi, Südchina, einige Skorpione, die zum Verkauf in Zoohandlungen bestimmt waren. Aus den Geschäftsunterlagen Liangs ging hervor, dass die Skorpione aus der vietnamesischen Provinz Tây Ninh stammten, und dass Liang von dort alleine zwischen Oktober 2005 und Februar 2006 mehr als 350.000 Skorpione importiert hatte.
Die von Liang erworbenen Skorpione gehörten verschiedenen Taxa an, darunter drei Arten der Gattung Heterometrus. Eine Art konnte als Heterometrus petersii identifiziert werden, bei einer zweiten handelte es sich um Heterometrus liangi.

### Typexemplare
Als Holotyp wurde ein männliches Exemplar bestimmt, hinzu kommen jeweils zwei männliche und weibliche Paratypen. Die Typen befinden sich im Museum der Hebei University in Baoding, Provinz Hebei. Entsprechend den Angaben in Liangs Geschäftsunterlagen wurde als Terra typica die vietnamesische Provinz Tây Ninh angegeben. Das Datum der Funde ist nicht bekannt.

### Etymologie
Der Artname ehrt Yi-Ming Liang, jenen Tierhändler aus Nanning, Autonomes Gebiet Guangxi, der Zhu die der Artbeschreibung zugrunde liegenden Exemplare von Heterometrus liangi verkauft hatte.

## Toxikologie
Das Gift von Heterometrus liangi aktivierte im Laborversuch bei einer Linie menschlicher Zellen des Speiseröhrenkrebs den CDK-Inhibitor 1 und die Caspase CASP3. Es besteht die Hoffnung, in der Krebstherapie zielgerichtet den Zelltod solcher Krebszellen herbeiführen zu können.